# Ayman Taher
Ayman Taher Kandil, né le 7 janvier 1966 en Égypte, est un joueur de football professionnel égyptien aujourd'hui retraité qui jouait au poste de gardien de but.

## Biographie
Il a joué durant toute sa carrière au club égyptien de Zamalek.
Il également participé à la coupe du monde 1990 avec l'Égypte, sélectionné par l'entraîneur Mahmoud Al-Gohary en tant que doublure du gardien titulaire Ahmed Shobair.